# Bahamas en los Juegos Paralímpicos de Arnhem 1980
Bahamas estuvo representada en los Juegos Paralímpicos de Arnhem 1980 por seis deportistas, cuatro mujeres y dos hombres.

## Medallistas
El equipo paralímpico bahameño obtuvo las siguientes medallas:
| Nombre           | Deporte   | Evento                 |
| ---------------- | --------- | ---------------------- |
| Oro              |           |                        |
| —                |           |                        |
| Plata            |           |                        |
| John Sands       | Atletismo | Maza 1B masculino      |
| Bronce           |           |                        |
| John Sands       | Atletismo | Disco 1B masculino     |
| Christine Morgan | Natación  | 100 m libre 6 femenino |